# Karl Drendel
Karl Jakob Gustav Drendel (* 17. März 1890 in Charlottenburg bei Berlin; † 24. März 1951 in Stalingrad) war ein deutscher Jurist, Gestapo-Dezernent und SS-Führer.

## Leben und Wirken
Nach der Teilnahme am Ersten Weltkrieg und dem Studium der Rechtswissenschaften legte Drendel 1918 das Referendarexamen ab. Während seines Studiums wurde er 1912 Mitglied der Sängerschaft Germania Berlin. Ab 1918 war er in der Privatwirtschaft tätig, unter anderem für die Nationalbank für Deutschland und für den Siemenskonzern in Berlin.
1927 wurde Drendel zum Gerichtsassessor und im Juli 1932 zum Staatsanwaltschaftsrat ernannt. Gemäß Erlass vom 16. Juni 1933 wurde er am 25. Juli 1933 aus der Justizverwaltung ins Geheime Staatspolizeiamt beurlaubt und dort zum Wirtschaftspolitischen Dezernenten im Dezernat II E 1 ernannt. Im März 1934 wurde seine Beurlaubung verlängert. Wenige Wochen nach der Übernahme des Geheimen Staatspolizeiamtes durch die SS Mitte April 1934 schied Drendel aus dem Polizeidienst aus und wurde am 1. September 1934 nach Breslau versetzt.
In Breslau war Drendel zunächst bei der Staatsanwaltschaft tätig, wo er im März 1935 zum Oberstaatsanwalt befördert wurde. Im Juni 1940 folgte seine Ernennung zum Generalstaatsanwalt in Posen und im Juli 1943 zum Präsident des Oberlandesgerichts Kattowitz.
Der Staatssekretär des Reichsjustizministeriums Curt Rothenberger führte Drendel am 20. August 1943 im Rahmen einer Feierstunde in der Provinzialverwaltung in  Katowice in das Amt des Präsidentenden des OLG Kattowitz ein. In seiner Ansprache charakterisierte Rothenberger Drendel „als  Vorkämpfer der Bewegung“ und das Amt des Präsidenten des OLG Kattowitz als „das höchste Amt, das in der oberschlesischen Justiz zu vergeben“ sei. Es folgten Ansprachen des Gauleiters Fritz Bracht und des Vizepräsidenten des OLG Kattowitz Dr.  Caliebe, der nach 1949 Senatspräsident beim Landessozialgericht Nordrhein-Westfalen in Essen wurde.
Drendel trat zum 1. September 1932 der NSDAP bei (Mitgliedsnummer 1.330.870) und war für den Sicherheitsdienst des Reichsführers SS (SD) als Spitzel tätig. Bei der SS (SS-Nummer 99.435) wurde Drendel zunächst im April 1940 zum SS-Standartenführer befördert. Ende Januar 1942 stieg Drendel bei der SS bis zum SS-Oberführer auf.
Gegen Ende des Zweiten Weltkrieges geriet Drendel in sowjetischer Gefangenschaft. Am 24. März 1951 starb er im Kriegsgefangenenlager Nr. 6124/5 bei Stalingrad an einem Herzinfarkt.